# 羅漢·卡普爾
羅漢·卡普爾（英語：Rohan Kapoor，1997年9月16日—），印度男子羽毛球運動員。

## 簡歷
2016年9月，羅漢·卡普爾與维涅什·迪弗莱卡出戰波蘭羽毛球國際賽，在男双準決賽以0比2（16-21、10-21）不敌英格兰的克里斯托弗·高斯/格雷戈里·梅尔斯。同年10月，他與维涅什·迪弗莱卡出戰巴林羽毛球國際挑戰賽在決賽中以0-2的成績（18-21、17-21）不敵來自俄羅斯的叶夫根尼·德雷明/丹尼斯·格拉切夫組合，屈居亞軍。接着12月，他與桑贾纳·桑托什出戰孟加拉羽毛球國際挑戰賽，在混双準決賽以0比2（12-21、11-21）不敌赛会头号种子、同胞的萨维克赛拉吉·兰基雷迪/玛内沙·库卡帕利。
2017年8月，羅漢·卡普爾與库胡尔·加尔格出戰希臘羽毛球公開賽，在混双决赛以2比0（21-19、21-19）击败了赛会4号种子、队友的乌特卡什·阿罗拉/卡里什马·瓦德卡尔，夺得其首个国际赛的混双冠军。同年9月，他與南达戈帕尔·基达姆比出戰哈爾科夫羽毛球國際賽，在男双决赛以2比1（18-21、24-22、21-18）战胜了赛会头号种子、队友的阿尔文·弗朗西斯/塔伦·科纳，夺得其首个国际赛的男双冠军。随后11月，他分别与斯瓦姆·夏尔马以及库胡尔·加尔格出戰印度羽毛球國際系列賽，在男双準決賽以1比2（17-21、21-14、18-21）不敌赛会8号种子、队友的阿尔文·弗朗西斯/南达戈帕尔·基达姆比；而混双决赛以0比2（19-21、13-21）不敌赛会5号种子、马来西亚新老组合的陈堂杰/吳柳螢，赢得亚军。
2018年1月，羅漢·卡普爾與库胡尔·加尔格出戰瑞典羽毛球公開賽，在混双準決賽以0比2（11-21、19-21）不敌赛会2号种子、丹麦的克里斯托弗·克努森/伊莎贝拉·尼尔森。同期1月，他與库胡尔·加尔格出戰冰島羽毛球國際賽，在混双决赛以2比1（16-21、21-19、21-18）击败了赛会头号种子、丹麦的克里斯托弗·克努森/伊莎贝拉·尼尔森，赢得亚军。

## 主要比賽成績
| 年份   | 賽事                         | 公開賽級別 | 項目     | 拍檔                 | 成績   |
| ------ | ---------------------------- | ---------- | -------- | -------------------- | ------ |
| 2016年 | 波蘭羽毛球國際賽             | 國際系列賽 | 男子雙打 | 维涅什·迪弗莱卡      | 準決賽 |
| 2016年 | 巴林羽毛球國際挑戰賽         | 國際挑戰賽 | 男子雙打 | 维涅什·迪弗莱卡      | 亞軍   |
| 2016年 | 孟加拉羽毛球國際挑戰賽       | 國際挑戰賽 | 混合雙打 | 桑贾纳·桑托什        | 準決賽 |
| 2017年 | 希臘羽毛球公開賽             | 國際系列賽 | 混合雙打 | 库胡尔·加尔格        | 冠軍   |
| 2017年 | 哈爾科夫羽毛球國際賽         | 國際挑戰賽 | 男子雙打 | 南达戈帕尔·基达姆比  | 冠軍   |
| 2017年 | 印度羽毛球國際系列賽         | 國際系列賽 | 男子雙打 | 斯瓦姆·夏尔马        | 準決賽 |
| 2017年 | 印度羽毛球國際系列賽         | 國際系列賽 | 混合雙打 | 库胡尔·加尔格        | 亞軍   |
| 2018年 | 瑞典羽毛球公開賽             | 國際系列賽 | 混合雙打 | 库胡尔·加尔格        | 準決賽 |
| 2018年 | 冰島羽毛球國際賽             | 國際系列賽 | 混合雙打 | 库胡尔·加尔格        | 冠軍   |
| 2018年 | 拉各斯羽毛球國際挑戰賽       | 國際挑戰賽 | 混合雙打 | 庫胡爾·加爾格        | 亞軍   |
| 2018年 | 俄羅斯羽毛球公開賽           | 超級100賽  | 混合雙打 | 库胡尔·加尔格        | 亞軍   |
| 2018年 | 哈爾科夫羽毛球國際賽         | 國際挑戰賽 | 男子雙打 | 斯瓦姆·夏尔马        | 準決賽 |
| 2019年 | 尼泊爾羽毛球國際系列賽       | 國際系列賽 | 男子雙打 | 沙拉巴·夏爾馬        | 冠軍   |
| 2019年 | 巴林羽毛球國際系列賽         | 國際系列賽 | 男子雙打 | 沙拉巴·夏爾馬        | 亞軍   |
| 2022年 | 恰蒂斯加爾邦羽毛球國際挑戰賽 | 國際挑戰賽 | 混合雙打 | 斯基·雷迪            | 冠軍   |
| 2022年 | 越南羽毛球公開賽             | 超級100賽  | 混合雙打 | 斯基·雷迪            | 準決賽 |
| 2022年 | 印度羽毛球國際挑戰賽         | 國際挑戰賽 | 男子雙打 | 阿倫·喬治            | 準決賽 |
| 2022年 | 印度羽毛球國際挑戰賽         | 國際挑戰賽 | 混合雙打 | 斯基·雷迪            | 亞軍   |
| 2022年 | 馬爾代夫羽毛球國際挑戰賽     | 國際挑戰賽 | 男子雙打 | 苏密特·雷迪          | 冠軍   |
| 2022年 | 馬爾代夫羽毛球國際挑戰賽     | 國際挑戰賽 | 混合雙打 | 斯基·雷迪            | 冠軍   |
| 2023年 | 斯洛文尼亞羽毛球公開賽       | 國際挑戰賽 | 混合雙打 | 斯基·雷迪            | 亞軍   |
| 2023年 | 丹麥羽毛球大師賽             | 國際挑戰賽 | 混合雙打 | 斯基·雷迪            | 冠軍   |
| 2023年 | 亞洲運動會羽毛球比賽         | 其他       | 男子團體 | －                   | 銀牌   |
| 2024年 | 南特羽毛球國際挑戰賽         | 國際挑戰賽 | 混合雙打 | 露丝维卡·斯瓦尼·加德 | 準決賽 |
| 2024年 | 土耳其羽毛球國際挑戰賽       | 國際挑戰賽 | 混合雙打 | 露丝维卡·斯瓦尼·加德 | 亞軍   |
| 2024年 | 印度羽毛球國際挑戰賽         | 國際挑戰賽 | 混合雙打 | 露丝维卡·斯瓦尼·加德 | 冠軍   |
| 2024年 | 恰蒂斯加爾邦羽毛球國際挑戰賽 | 國際挑戰賽 | 混合雙打 | 露絲維卡·斯瓦尼·加德 | 冠軍   |
| 2024年 | 奧迪沙羽毛球大師賽           | 超級100賽  | 混合雙打 | 露絲維卡·斯瓦尼·加德 | 準決賽 |

| 2007-2017年 | 首要超級賽 | 超級賽 | 黃金大獎賽 | 大獎賽 | 國際挑戰賽 | 國際系列賽 | 未來系列賽 | 其他 |

| 2018-2026年 | 總決賽 | 超級1000賽 | 超級750賽 | 超級500賽 | 超級300賽 | 超級100賽 | 國際挑戰賽 | 國際系列賽 | 未來系列賽 | 其他 |

### 奧運會和世錦賽參賽紀錄
|          | 搭檔          | 2018 | 2023 |
| -------- | ------------- | ---- | ---- |
| 混合雙打 | 库胡尔·加尔格 | 32強 | －   |
| 混合雙打 | 斯基·雷迪     | －   | 64強 |